# The Ripper - Nel cuore del terrore
The Ripper - Nel cuore del terrore è un film per la televisione del 1997 diretto da Janet Meyers.

## Trama
La storia riprende le gesta di Jack lo squartatore indicando in un nobile l'assassino su cui Jim Hansen, ispettore di Scotland Yard deve indagare. Ambientata nell'Inghilterra del 1888, nell'indagine avrà il supporto della prostituta Florence Lewis, testimone di un delitto.